# Thaddeus Shideler
Thaddeus "Thad" Rutter Shideler (Marion, Iowa, 17 d'octubre de 1883 – Collbran, Colorado, 22 de juny de 1966) va ser un atleta estatunidenc de començaments del segle xx, especialitzat en les curses amb tanques.
El 1904 va participar en els Jocs Olímpics de Saint Louis, en què guanyà la medalla de plata en els 110 metres tanques, en quedar per darrere Frederick Schule.
Competint per la Universitat d'Indiana, Shideler aconseguí el rècord del món no oficial en les 120 iardes tanques un mes abans dels Jocs Olímpics d'estiu de 1904 amb un temps de 15.0 segons. El rècord no es validà perquè un dels tres cronometradors manuals fallà a l'hora de tancar el cronòmetre.

## Millors marques
- 120 iardes tanques. 15,0", el 1900[1]